# Cars Jeans Stadion
El Cars Jeans Stadion per motius de patrocini, anteriorment Kyocera Stadion, i de vegades citat com a Den Haag Stadion (Estadi de la Haia) en català, és un estadi polivalent, principalment de futbol i hoquei herba, de la ciutat neerlandesa de La Haia. Hi disputa els seus partits com a local l'ADO Den Haag de l'Eredivisie. Dissenyat pels arquitectes Zwarts & Jansma, fou inaugurat el dia 28 de juliol de 2007. Té una capacitat de 15.000 persones i va substituir l'antic estadi Zuiderpark d'ADO, que era considerablement més petit. A causa de la normativa de patrocini de la UEFA, l'estadi s'anomena ADO Den Haag Stadium als partits europeus.
Tot i estar en una de les tres ciutats més grans dels Països Baixos, les assistències del club han estat tradicionalment menors que les dels seus rivals Ajax, Feyenoord i PSV Eindhoven. L'estadi va ser la seu de la Copa del Món d'hoquei 2014 .
Durant els darrers cinc mesos del 2019, també va servir com a llar de l'AZ Alkmaar, l'estadi AFAS del qual estava en procés de renovació important després d'un col·lapse del sostre.
El 18 de febrer de 2022 el sostre de l'estadi va ser danyat per la tempesta Eunice.

## Obertura
L'estadi es va inaugurar el 28 de juliol de 2007. El juny de 2010, ADO Den Haag va signar un acord de drets de denominació amb l'empresa japonesa Kyocera per canviar el nom de l'estadi a Kyocera Stadion.

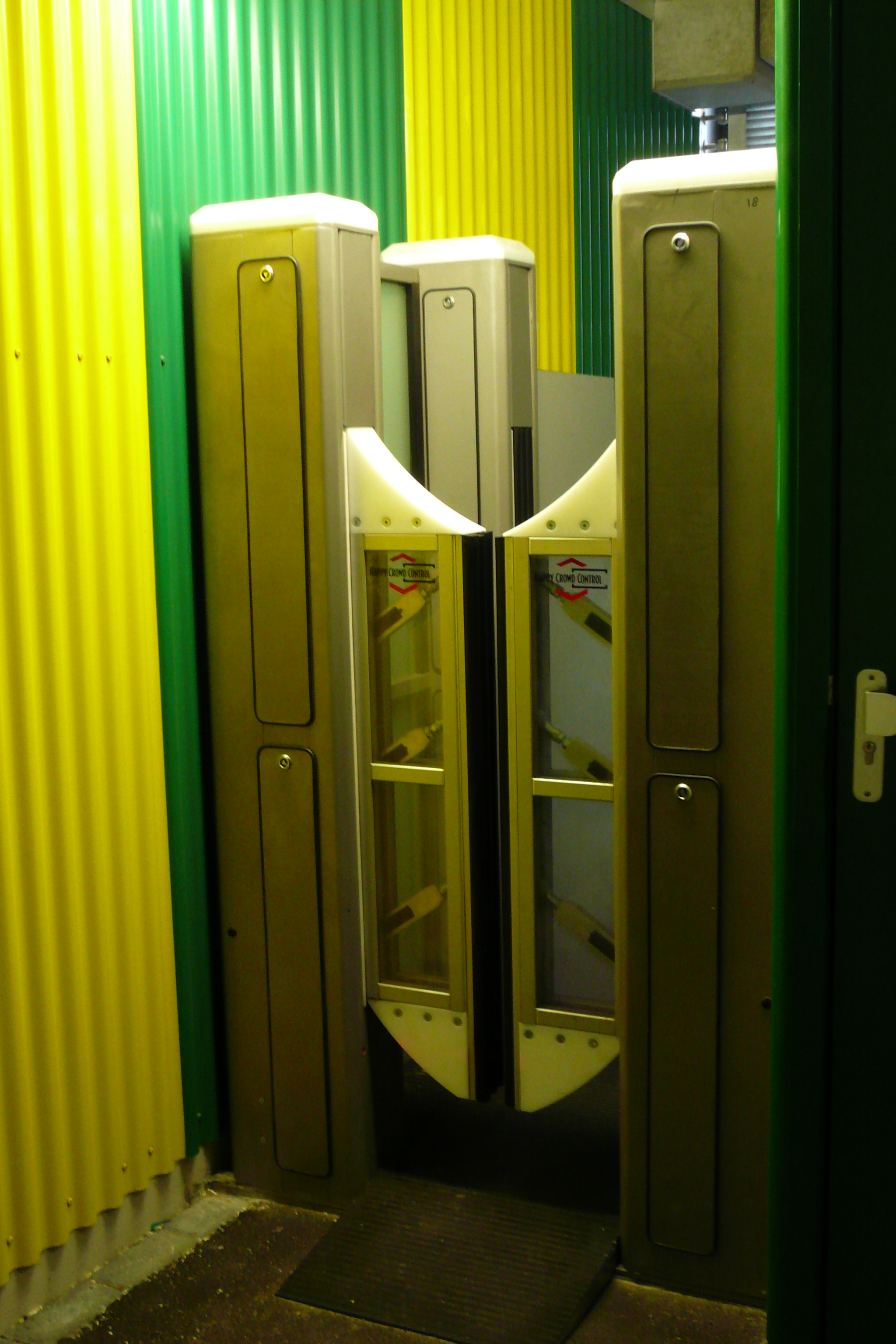
Seguretat: Happy Crowd Control

Wim Deetman, l'aleshores alcalde de La Haia, va dir que aquest estadi és l'estadi més segur d'Europa. L'estadi té instal·lades càmeres de seguretat que enregistren diverses imatges de cada membre del públic i l'anomenat sistema Happy Crowd Control que fotografies dels espectadors quan entren a l'estadi.